# محمدتقی آملی
محمدتقی آملی (زادهٔ ۱۳۰۴ ق. تهران – درگذشتهٔ ۱۳۹۱ ق. تهران) مشهور به علامه شیخ‌الاسلام محمد تقی آملی مجتهد و فقیه شیعه ایرانی معاصر بود.

## نسب
محمدتقی آملی از خاندان بنی جوان و پدرش ملامحمد آملی از روحانیون مخالف با مشروطه بود. مادرش دختر ملا محمد سیبویه هزار جریبی مازندرانی است.
به نقل سید محمدحسین حسینی طهرانی در کتاب مهر تابان، وی در جوانی و در زمان تحصیل در نجف شاگرد سید علی قاضی در امور عرفانی بوده‌است. پدر وی ملامحمد آملی، دوست شیخ فضل‌الله نوری بود.

## ولادت و تحصیل
وی در روز چهارشنبه یازدهم ذیقعده ۱۳۰۴ در تهران متولد شد. مقدمات علوم دینی را نزد پدر آموخت. پس از آن نزد افراد دیگری مانند محمدحسن آشتیانی، عبد النبی نوری مازندرانی و میرزا حسن کرمانشاهی از شاگردان میرزا حسین نوری درس خواند. سپس در سال ۱۳۴۰ به نجف رفت و مدت چهارده سال شاگرد کسانی چون میرزای نائینی و ضیاءالدین عراقی (اراکی) و سید ابوالحسن اصفهانی بود. سپس به تهران بازگشت و به تدریس مشغول شد. وی شاگرد میرزا علی آقا قاضی نیز بوده‌است.

## فعالیت
وی تدریس و امامت مسجد مجدالدوله حوزه علمیه تهران را برعهده داشت.
مرتضی مطهری، آملی را مدرّس منقول و معقول در تهران شمرده و مهم‌ترین اثر عقلی او را حاشیه بر شرح منظومه ملا هادی سبزواری و مهم‌ترین اثر نقلی‌اش شرحی استدلالی بر عروة الوثقی نامیده‌است. ابوالحسن شعرانی شاگردان خود را برای تقلید به وی ارجاع می‌داد. آملی توسط بدیع‌الزمان فروزانفر رئیس دانشگاه تهران، برای تدریس معقول و منقول در این دانشگاه دعوت شده بود.

## استادان
- محمدهادی طالقانی
- شیخ مرتضی طالقانی
- سید علی آقا قاضی طباطبایی
- ملامحمد آملی
- سید جمیل موسوم به جلیل
- عبدالحسین هزارجریبی
- رضا نوری مازندرانی
- علی نوری
- میرزا حسن کرمانشاهی
- عبدالنبی نوری
- آقا ضیاءالدین عراقی
- محمدحسین نائینی
- سید ابوالحسن اصفهانی

## فرزندان
یکی از فرزندان شیخ محمد تقی، آقا ضیاءالدین آملی از استادان و علما دینی عصر خود بود.
دیگر فرزند وی کاظم آملی، پزشک و محقق ایرانی، متخصص ریه و پدر بیماری ریوی ایران است.

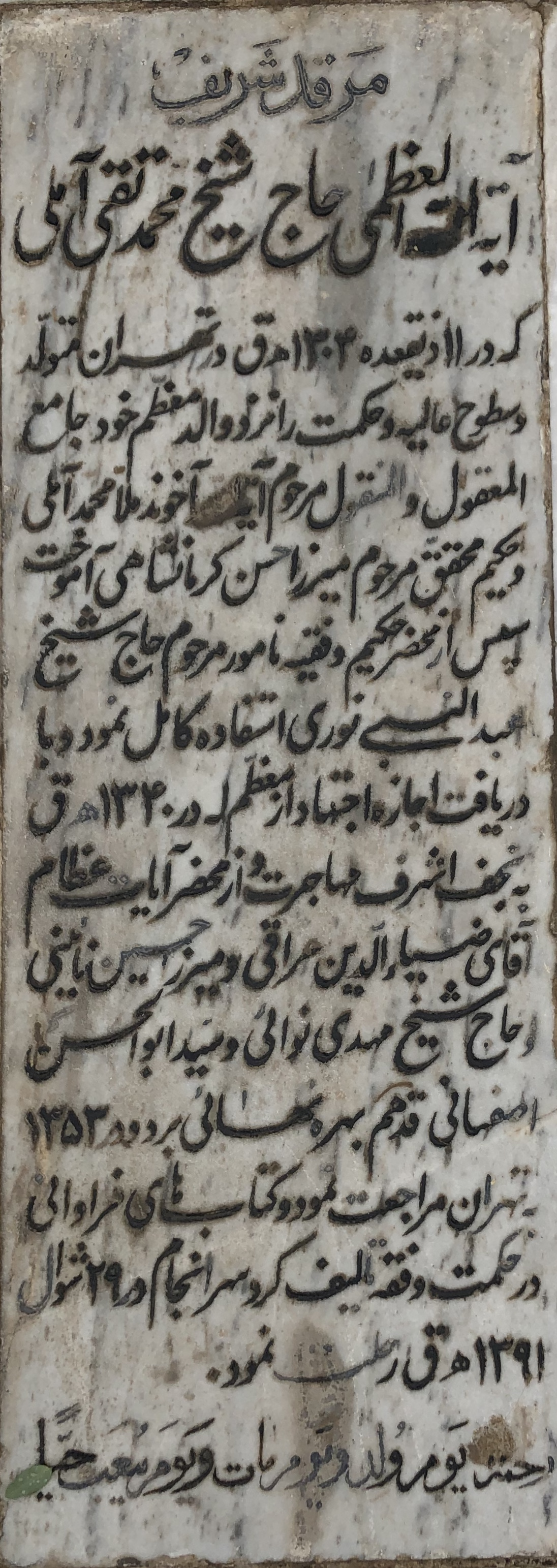

## درگذشت
آملی روز شنبه ۲۹ شوال ۱۳۹۱ برابر با ۲۷ آذر ۱۳۵۰ در تهران درگذشت و در حرم علی بن موسی الرضا در مقبره فقیه سبزواری دفن شد.

## آثار
- منتهی الاصول الی غوامض الکفایة الاصول
- شرح و حاشیه بر مکاسب شیخ انصاری در دانشگاه مک‌گیل
- کتاب الصلوة[۱۰]
- شرح بر عروة الوثقی
- حاشیه بر بخش حکمت منظومه سبزواری[۱۱]
- شرح بر اشارات بوعلی سینا
- رساله در احکام رضاع
- اثبات صانع از ماتریالیسم تا ایدئالیسم
- اثبات توحید
- حیات جاوید شامل دروس اخلاق
- تقریرات درس نائینی در اصول فقه
- از ماده‌پرستی تا خداپرستی
- مصباح‌الهدی
- تقریر اصول نائینی و ضیاءالدین عراقی تا آخر آن
- تقریرات اصول اصفهانی